# Donald pêcheur
Pour plus de détails, voir Fiche technique et Distribution.
Donald pêcheur (Hook, Lion and Sinker) est un dessin animé de la série des Donald produit par Walt Disney pour RKO Radio Pictures sorti le 1er septembre 1950.

## Synopsis
Donald qui veut cuire ses poissons est harcelé par un lion et son jeune qui ne veulent que s'emparer de sa pêche...

## Fiche technique
- Titre original : Hook, Lion and Sinker
- Titre français : Donald pêcheur[1]
- Série : Donald Duck
- Réalisateur : Jack Hannah
- Scénario : Bill Berg et Nick George
- Animateur : Bill Justice, Volus Jones, Bob Carlson et John Sibley
- Effets d'animation : Jack Boyd
- Layout : Yale Gracey
- Décors : Thelma Witmer
- Musique: Paul J. Smith
- Voix : Clarence Nash (Donald)
- Producteur : Walt Disney
- Société de production : Walt Disney Productions
- Distributeur : RKO Radio Pictures
- Date de sortie : 1er septembre 1950[2]
- Format d'image : couleur (Technicolor)
- Son : Mono (RCA Photophone)
- Durée : 6 minutes
- Langue : (en)
- Pays :  États-Unis

## Voix françaises
- Sylvain Caruso : Donald Duck

## Titre en différentes langues
D'après IMDb :
- Suède :  Kalle Anka och lejonen, Kalle Anka visar lejonklon